# 相生町 (北九州市)
相生町（あいおいちょう）は福岡県北九州市八幡西区の町。住居表示実施済み。郵便番号は806-0044。

## 地理
八幡西区の中央部北寄りに位置し、北に鷹の巣、北東から東に鉄竜、東から南東に鉄王、南に引野、西に竹末と接する。

### 河川
- 普通河川 宮川

## 地域の特徴
町域はT字を左回りに横倒しした形となっている。西縁に沿って南北に県道11号有毛引野線が走り、東端を宮川が北流する。公共機関の他、飲食店や商店、病院などが集まっている。北九州市消防局八幡西消防署，八幡相生郵便局，北九州市立教育センター，福岡県赤十字血液センター北九州事業所，緑ケ丘第二幼稚園などがある。

## 歴史
昭和48年、鉄王，鉄竜に八幡製鉄所の社宅団地が完成したのに伴い、商業地区として発展した地域。

### 沿革
- 1973年（昭和48年）6月1日 - 相生町新設[4]。
- 1974年（昭和49年）4月1日 - 八幡区が八幡西区と八幡東区に分かれ、八幡区相生町は八幡西区相生町となる[5]。

### 町名の変遷
| 実施内容          | 実施年月日               | 実施後 | 実施前                     |
| ----------------- | ------------------------ | ------ | -------------------------- |
| 町名新設 住居表示 | 1973年（昭和48年）6月1日 | 相生町 | 大字穴生，大字引野の各一部 |

## 世帯数と人口
2025年（令和7年）3月31日現在（北九州市発表）の世帯数と人口は以下の通りである。
| 町     | 世帯数  | 人口  |
| ------ | ------- | ----- |
| 相生町 | 425世帯 | 758人 |

### 人口の変遷
国勢調査による人口の推移。
| 1995年（平成7年）  | 889人 | [ 7 ]  |  |
| 2000年（平成12年） | 808人 | [ 8 ]  |  |
| 2005年（平成17年） | 840人 | [ 9 ]  |  |
| 2010年（平成22年） | 748人 | [ 10 ] |  |
| 2015年（平成27年） | 747人 | [ 11 ] |  |
| 2020年（令和2年）  | 736人 | [ 12 ] |  |

### 世帯数の変遷
国勢調査による世帯数の推移。
| 1995年（平成7年）  | 371世帯 | [ 7 ]  |  |
| 2000年（平成12年） | 357世帯 | [ 8 ]  |  |
| 2005年（平成17年） | 380世帯 | [ 9 ]  |  |
| 2010年（平成22年） | 342世帯 | [ 10 ] |  |
| 2015年（平成27年） | 350世帯 | [ 11 ] |  |
| 2020年（令和2年）  | 362世帯 | [ 12 ] |  |

## 学区
市立小・中学校に通う場合、学区は以下の通りとなる。
| 町     | 街区      | 小学校               | 中学校               |
| ------ | --------- | -------------------- | -------------------- |
| 相生町 | 1 - 14番  | 北九州市立引野小学校 | 北九州市立引野中学校 |
| 相生町 | 15 - 20番 | 北九州市立萩原小学校 | 北九州市立穴生中学校 |

## 交通

### バス
域内のバス停と系統は以下のとおりである。
| 運行事業者 | 運行事業者 | 西鉄バス北九州 | 西鉄バス北九州 | 西鉄バス北九州 | 西鉄バス北九州 |
| 系統       | 系統       | 57             | 80             | 82             | 197            |
| 停留所     | 相生町     | ○              | ○              | ○              | ○              |
| 停留所     | 竹末       | ○              | ○              | ○              | ○              |
| 停留所     | 若葉町入口 | ○              | ○              | ○              |                |

### 道路
- 県道11号有毛引野線

## 施設

### 役所・公的機関
- 北九州市消防局八幡西消防署
- 福岡県赤十字血液センター北九州事業所

### 公共施設
- 北九州市立教育センター

### 教育施設
- 緑ケ丘第二幼稚園

### 金融機関
- 八幡相生郵便局
- 福岡ひびき信用金庫 相生支店

### 公園
- 相生公園